# 第25集团军 (苏联)
第25集团军是苏联陆军的一个集团军，于1941年6月建立，1957年12月解散。
曾参与第二次世界大战，1945年8月在苏联远东未参加满洲战略攻势行动，而是进入朝鲜半岛，战后负责建立苏联民政厅和北朝鲜共产党政权。司令伊凡·米哈伊洛維奇·奇斯嘉科夫上將。1948年撤离朝鲜，驻扎于滨海边疆区。